# Felizia Wikner-Zienkiewicz
Felizia Wikner-Zienkiewicz (ur. 17 września 1999 w Kungsbace) – szwedzka hokeistka, reprezentantka kraju, olimpijka z Pekinu 2022.

## Kariera klubowa
W sezonie 2012/2013 zadebiutowała w Hovås HC w Division 1 (trzeci poziom rozgrywek hokeja na lodzie w Szwecji). W sezonie 2015/2016 w barwach Modo Hockey zadebiutowała w Riksserien (najwyższy poziom rozgrywek kobiecego hokeja w Szwecji). Od sezonu 2018/2019 broniła barw HV71. W 2022 przeszła do Brynäs IF.

## Kariera reprezentacyjna
W 2016 zadebiutowała w reprezentacji Szwecji U18, w której grała przez dwa sezony. W sezonie 2019/2020 otrzymała powołanie do reprezentacji seniorskiej. Pierwszym turniejem seniorskim, w którym broniła szwedzkich barw, były Zimowe Igrzyska Olimpijskie 2022, podczas których zagrała w 5 meczach i strzeliła 1 bramkę (w meczu przeciwko Chinkom).